# Mathis Amougou
Mathis Amougou (ur. 18 stycznia 2006 w Le Blanc-Mesnil) – francuski piłkarz kameruńskiego pochodzenia, występujący na pozycji środkowego pomocnika w angielskim klubie Chelsea.

## Sukcesy

### Francja U-17
- Wicemistrz świata do lat 17: 2023
- Wicemistrz Europy do lat 19: 2024

### Chelsea
- Liga Konferencji UEFA: 2024/25[3]